# 費爾班克斯-北極星自治市鎮

費爾班克斯-北極星自治市鎮在阿拉斯加州的位置

費爾班克斯-北極星自治市鎮（英語：Fairbanks North Star Borough）是美国阿拉斯加州的一個自治市鎮，鎮治費爾班克斯。面積为19,280平方公里。根據2020年美國人口普查，共有人口95,665人。
鎮名由北極星和第二十六任副總統查爾斯·W·費爾班克斯（Charles W. Fairbanks）合成：北極星源於1963年一個學生命名比賽，而市名是由州議會加上令出售市債券易於識別。

## 友好城市
- 印度浦那
- 俄羅斯雅库茨克